# جراند ثفت أوتو: ذا لوست أند دامد
سرقة السيارات الكبرى ذا لوست أند دامد (بالإنجليزية:Grand Theft Auto IV: The Lost and Damned) هي لعبة إلكترونية من نوع حرب العصابات، تحكي قصة جوني مع عصابات الدارجين  أنتجت شركة روكستار نورث سنة 2009، وتدور حول مجموعة من المجرمين يسيطرون على البلدة، ومنهم اللاتينيون.

## وصلات خارجية
- جراند ثفت أوتو: ذا لوست أند دامد على موقع IMDb (الإنجليزية)
- الموقع الرسمي
- GTA IV: The Lost and Damned on Grand Theft Wiki